# Отсроченный платёж (фильм)
«Отсроченный платёж» (англ. Payment Deferred) — американский криминальный фильм режиссёра Лотара Мендеса, который вышел на экраны в 1932 году.
Фильм поставлен по одноимённой пьесе Джеффри Делла, которая в свою очередь написана по одноимённому роману 1926 года английского писателя Сесила Форестера, и рассказывает о погрязшем в долгах банковском клерке (Чарльз Лоутон), который ради денег убивает собственного богатого племянника (Рэй Милланд), однако в итоге попадает в ловушку собственных грехов, когда его приговаривают к смертной казни за убийство собственной жены, которое он не совершал.
В 1931 году в бродвейской постановке пьесы Лоутон исполнял ту же роль, которую сыграл в этом фильме.
Критики высоко оценили историю, а также игру Лоутона в этом фильме, однако высказали определённые замечания к качеству диалогов и постановке отдельных сцен, а также к композиционному решению и операторской работе.
В 1932 году Национальный совет кинокритиков США включил фильм в число десяти лучших фильмов года.

## Сюжет
В Лондоне представитель владельца Хэммонд (Билли Биван) показывает потенциальному покупателю недавно освободившийся дом бывшего жильца Уилли Марбла (Чарльз Лоутон), который совершил убийство, при этом мужчины задаются вопросом, что могли бы рассказать эти стены, если бы они могли говорить… Банковский клерк Уильям «Уилли» Марбл жил в этом доме со своей семьёй — женой Энни (Дороти Петерсон) и взрослой дочерью Винни (Морин О’Салливан). Уилли погряз в долгах, по которым уже не мог расплатиться. Однажды в банк, где Уилли работает в отделе обмена валюты, приходит письмо от одного из его кредиторов с требованием немедленно выплатить долг в 100 фунтов и угрозой в противном случае подать на Уилли в суд. Письмо попадает к его непосредственному начальнику, который предупреждает Уилли, что уволит его, если тот не погасит скандал, заплатив долг в течение недели. Один из коллег подсказывает Уилли, как можно быстро заработать, вложив средства в покупку французских франков, однако тому просто нечего вкладывать. Когда семья Марбл пребывает в отчаянии в ожидании кредиторов, на пороге их дома неожиданно появляется Джеймс Медланд (Рэй Милланд), молодой и красивый племянник Уилли, который только что прибыл из Австралии. Когда Уилли узнаёт, что оба родителя Джеймса умерли, оставив ему богатое наследство, он предлагает молодому человеку инвестировать средства в покупку франков, рассчитывая получить с этой сделки приличное комиссионное вознаграждение. Когда Джеймс не проявляет к инвестициям никакого интереса, Уилли умоляет племянника дать ему взаймы хотя бы 100 фунтов, но тот отказывает и в этом. Во время вечера Уилли замечает в бумажнике Джеймса крупную сумму наличных денег, и когда он окончательно понимает, что Джеймс не собирается вступать с ним ни в какие финансовые отношения, решает отравить племянника. Предложив Джеймсу выпить на прощание виски, Уилли добавляет в его стакан смертельную дозу цианида, который он хранил в своей любительской фотолаборатории. На следующее утро жена пытается отстирать одежду Уилли, которую тот якобы испачкал, упав в грязь при проводах Джеймса до такси. Сам Уилли с тревогой смотрит на холмик сырой земли во внутреннем дворике, где жена развешивает его бельё. С помощью спекуляции на бирже с французским франком Уилли быстро зарабатывает огромную сумму в 30 тысяч фунтов, говоря семье, что теперь им хватит денег до конца жизни. Уилли гасит все долги, увольняется с работы, выкупает дом, покупает дорогую мебель и делает ремонт. Вместе с тем он постоянно боится разоблачения и вопросов со стороны близких, и его тревожное состояние передаётся жене и дочери. Энни готова поддержать мужа во всём, ошибочно полагая, что он разбогател, незаконно присвоив себе деньги банка, что немного утешает Уилли. Чтобы снять напряжение, Уилли отправляет жену и дочь на трёхнедельный отдых в санаторий, оставаясь дома, чтобы следить за ходом ремонта. Оставшись один, Уилли заказывает себе книгу о ядах, которую читает по вечерам. Узнав о том, что Уилли разбогател и временно остался в одиночестве, к нему в гости приходит Маргарита Коллинс (Верри Тисдейл), хозяйка небольшого магазинчика готовой одежды в доме напротив. Она легко соблазняет Уилли, и следующие три недели они проводят вместе в его доме, выпивая и развлекаясь. Винни и Энни возвращаются домой на день раньше срока, и Винни успевает заметить, как Маргарита выбегает из спальни и уходит из их дома, однако отец просит её молчать. Перед уходом Маргарита выпрашивает у Уилли 300 фунтов, и влюблённый Уилли не может устоять перед её просьбой. Энни показывает мужу газетную вырезку о том, что адвокаты разыскивают пропавшего Джеймса Медланда, который недавно прибыл в Лондон из Австралии. Затем она обращает внимание на постоянный взгляд мужа на горку вскопанной земли во дворе. И, наконец, когда она видит, что он читает книгу о цианиде и видит у него на полке в фотолаборатории пузырёк с этим ядом, она догадывается о том, что произошло. Однако несмотря на душевные муки, Энни решает поддержать мужа. Тем временем Винни покупает себе хорошую одежду и начинает встречаться с компанией более высокого социального статуса, из-за чего ей становится стыдно за своих родителей и за их дом. Когда Уилли пытается сделать ей замечание, Винни при матери отвечает, что знает о Маргарите и потому не ему её воспитывать, после чего уходит из дома. Выбежав вслед за ней под дождь, Энни серьёзно простужается и заболевает. Когда Энни расспрашивает мужа о Маргарите, тот заявляет, что у него с ней ничего не было. Энни практически не встаёт с постели, однако благодаря заботе Уилли ей постепенно становится лучше. Однажды, когда Уилли возвращается из магазина, у дверей дома его встречает Маргарита, которая откровенно требует с него ещё 500 фунтов. Уилли проводит её в гостиную, чтобы выписать чек. На шум разговора Энни спускается из спальной на первый этаж, где слышит, как Маргарита рассуждает об их поцелуях и объятиях как будто роман между ними ещё не закончен. Вскоре после ухода Маргариты появляется врач, который, поднявшись в спальню, констатирует, что Энни умерла две минуты назад. По запаху из стакана, который стоял у кровати Энни, он понимает, что в нём был цианид, пустую бутылочку из-под которого врач находит на первом этаже. Полагая, что Энни не могла спуститься за ним самостоятельно, врач делает вывод, что это Уилли подмешал ей в сок цианид, когда относил завтрак. Марбла судят по обвинению в убийстве жены и приговаривают к смертной казни. В камеру смертников к нему приходит дочь, которая убеждена в том, что Уилли не убивал свою жену. Уилли подтверждает, что не убивал жену, но тем не менее спокойно воспринимает происходящее, так как убеждён в том, что заслуживает это наказание как своего рода отсроченный платёж за старые грехи.

## В ролях
- Чарльз Лоутон — Уильям Марбл
- Морин О’Салливан — Винни Марбл
- Дороти Петерсон — Энни Марбл
- Верри Тисдейл — Маргарита Коллинс
- Рэй Милланд — Джеймс Медланд
- Билли Биван — Чарли Хэммонд
- Хэлливелл Хоббс — потенциальный жилец

## История создания и дальнейшая судьба фильма
По информации Американского института киноискусства, в основу пьесы Джеффри Ф. Делла был положен роман Сесила Форестера того же названия, который впервые был опубликован в Лондоне в 1926 году.
Чарльз Лоутон сыграл в фильме ту же роль, которую он, по словам Морданта Холла, «так умно» играл на сцене. Спектакль «Отсроченный платёж» шёл в бродвейском театре Lyceum в сентябре-ноябре 1931 года, выдержав 70 представлений.
Как отметил современный историк кино Роджер Фристоу, знаменитый в будущем актёр Рэй Милланд «через три года после начала своей кинокарьеры сыграл в этом фильме роль второго плана». Это была одна из «первых ощутимых ролей Милланда по контракту с Metro-Goldwyn-Mayer, который он подписал годом ранее». По словам Фристоу, «хотя впоследствии Милланд стал поразительно спокойным и уверенным в себе актёром, в данном случае режиссёр Лотар Мендес посчитал, что Милланд чересчур нервничал во время работы, и студия решила расстаться с ним». Милланд, который был родом из Уэльса, «вернулся в Британию на пару фильмов, а затем решил предпринять ещё одну попытку добиться успеха в Голливуде, что в конце концов привело его к статусу звезды на Paramount».
Перед выпуском фильма офис Хейса, который отвечал за соблюдение норм Производственного кодекса, предупредил студию Metro-Goldwyn-Mayer, что на местах многие организации могут не дать согласие на упоминание в фильме цианида. Действительно, кое-где были выдвинуты требования исключить упоминание цианида до начала проката фильма.
По информации Американского института киноискусства, в марте 1933 года капитан пожарной команды по имени Уильям Дж. Костелло покончил жизнь самоубийством в Пибоди, штат Массачусетс, используя цианид, который его жена купила для травли грызунов несколькими днями ранее. Такие авторитетные издания, как Variety и The Boston Post сообщили о том, что Костелло избрал средство самоубийства под впечатлением от этого фильма. Однако в ответе на соответствующий запрос офиса Хейса шеф полиции Пибоди Эдвард Ф. Пирс назвал такое предположение «смехотворным».
В 1939 году кинокомпания Metro-Goldwyn-Mayer повторно выпустила фильм на экраны, получив прокатный сертификат лишь после того, как из текста по требованию Администрации Производственного кодекса были удалены некоторые двусмысленные фразы. Согласно некоторым источникам, в 1945 году Metro-Goldwyn-Mayer рассматривала возможность постановки нового фильма по пьесе, однако этот проект так и не был реализован.

## Оценка фильма критикой
После выхода фильма на экраны кинообозреватель «Нью-Йорк Таймс» Мордант Холл назвал его «сдержанной и умной версией театральной постановки», которая шла на Бродвее годом ранее, а также «чрезвычайно интересной историей убийства с оригинальным финалом», отметив, что «для экрана это выдающаяся история с убийством». По мнению критика, режиссёр «Мендес делает немало ошибок, иногда без необходимости затягивая сцены, а порой не использует все операторские возможности при постановке отдельных сцен, да и сами сцены кажутся поспешно собранными». Тем не менее, «дух пьесы Делла в фильме сохранён, и огромная заслуга в этом принадлежит зажигательной игре Лоутона, которая почти столь же прекрасна, как и на сцене».
По мнению современного историка кино Дениса Шварца, «режиссёр Лотар Мендес и сценаристы Эрнест Вайда и Клодин Уэст сделали увлекательный фильм», называя его «крепкой криминальной драмой, которая выполнена в театральном стиле». При этом критик считает, что «актёрский текст не так уж интересен», и кроме того, фильм «слишком безрадостен и снят скучновато».
Критики высоко оценили актёрскую работу Лоутона и других актёров. В частности, по мнению Холла, «Лоутон неотразим, когда переживает из-за денег и производит очень сильное впечатление, когда показывает ужас клерка, который совершил преступление». Помимо этого, критик отметил «умелую игру Дороти Петерсон и Морин О’Салливан», а также «достойную игру Верри Тисдейл». Шварц полагает, что «Лоутон выдаёт впечатляющую игру в роли застенчивого банковского клерка, который готов пойти на всё, чтобы спасти своё место в банке и свою нищую жизнь». Фристоу назвал игру Лоутона «колоритной», отметив, что «Милланд, возможно был ошеломлён виртуозным мастерством Лоутона». Биограф Лоутона Саймон Кэллоу написал о работе актёра в этом фильме: «Здесь Лоутон уже показывает наиболее существенные моменты своей последующей игры: приспущенные веки, ощущение едва сдерживаемой энергии, сексуальное сладострастие на миллиметр ниже уровня, неожиданные ускорения и заставляющие замирать сердце замедления темпа».